# چیما دی جازتی
چیما دی جازتی (به لاتین: Cima di Jazzi) یک کوه در سوئیس است که در کانتون وله واقع شده‌است. چیما دی جازتی ۳٬۸۰۳ متر بالاتر از سطح دریا واقع شده‌است.